# يوكيمي ماتسو
يوكيمي ماتسو (ماتسو يوكيمي، من مواليد 20 أكتوبر 1987) ممثلة يابانية عارضة أزياء وحاملة لقب مسابقة ملكة جمال بعدما توجت بمسابقة ملكة جمال الكون في اليابان عام 2013 ، ومثلت بلدها اليابان في مسابقة ملكة جمال الكون 2013. التي عقدت في كراسنوغورسك ، موسكو ، روسيا ، لكنها لم تحرز مرتبة متقدمة في المسابقة.

## الروابط الخارجية
- Official Blog
- "This Miss Universe Contestant Is a Giant Comic Book Nerd" at كوتاكو

| الجوائز و الإنجازات | الجوائز و الإنجازات          | الجوائز و الإنجازات |
| ------------------- | ---------------------------- | ------------------- |
| سبقه أياكو هارا     | ملكة جمال الكون اليابان 2013 | تبعه كيكو تسوجي     |